# Ernesto Belis
Ernesto Belis (1 de fevereiro de 1909 - data de morte desconhecida) foi um futebolista argentino que competiu na Copa do Mundo FIFA de 1938, realizada na Itália.